# Liste der Baudenkmale im Landkreis Wittmund
Die Liste der Baudenkmale im Landkreis Wittmund enthält die nach dem Niedersächsischen Denkmalschutzgesetz geschützten Baudenkmale im niedersächsischen Landkreis Wittmund. Die Auflistung basiert auf der offiziellen Denkmalliste der Unteren Denkmalbehörde des Landkreises Wittmund mit dem Stand vom 25. Juli 2016.
Der Übersicht und Länge halber ist die Liste nach den Städten und Gemeinden des Landkreises separiert. Diese Einteilung findet sich in der folgenden Tabelle, in der zu jedem Eintrag, soweit möglich, ein exemplarisches Foto eines Baudenkmals aus der jeweiligen Stadt oder Gemeinde zu finden ist.
| Bild | Stadt/Gemeinde   | Karte | Liste                                            | Ortsteile            |
| ---- | ---------------- | ----- | ------------------------------------------------ | -------------------- |
|      | Blomberg         |       | Liste der Baudenkmale in Blomberg (Ostfriesland) | keine Ortsteillisten |
|      | Dunum            |       | Liste der Baudenkmale in Dunum                   | keine Ortsteillisten |
|      | Esens            |       | Liste der Baudenkmale in Esens                   | keine Ortsteillisten |
|      | Eversmeer        |       | keine Baudenkmale                                | keine Ortsteillisten |
|      | Friedeburg       |       | Liste der Baudenkmale in Friedeburg              | keine Ortsteillisten |
|      | Holtgast         |       | Liste der Baudenkmale in Holtgast                | keine Ortsteillisten |
|      | Langeoog         |       | Liste der Baudenkmale in Langeoog                | keine Ortsteillisten |
|      | Moorweg          |       | Liste der Baudenkmale in Moorweg                 | keine Ortsteillisten |
|      | Nenndorf         |       | Liste der Baudenkmale in Nenndorf (Ostfriesland) | keine Ortsteillisten |
|      | Neuharlingersiel |       | Liste der Baudenkmale in Neuharlingersiel        | keine Ortsteillisten |
|      | Neuschoo         |       | keine Baudenkmale                                | keine Ortsteillisten |
|      | Ochtersum        |       | Liste der Baudenkmale in Ochtersum               | keine Ortsteillisten |
|      | Schweindorf      |       | Liste der Baudenkmale in Schweindorf             | keine Ortsteillisten |
|      | Spiekeroog       |       | Liste der Baudenkmale in Spiekeroog              | keine Ortsteillisten |
|      | Stedesdorf       |       | Liste der Baudenkmale in Stedesdorf              | keine Ortsteillisten |
|      | Utarp            |       | Liste der Baudenkmale in Utarp                   | keine Ortsteillisten |
|      | Werdum           |       | Liste der Baudenkmale in Werdum                  | keine Ortsteillisten |
|      | Westerholt       |       | Liste der Baudenkmale in Westerholt              | keine Ortsteillisten |
|      | Wittmund         |       | Liste der Baudenkmale in Wittmund                | keine Ortsteillisten |